# ۻ
Le ṣād point suscrit point souscrit ‹ ۻ › est une lettre de l'alphabet arabe utilisée dans l’arabi malayalam pour écrire le malayalam mappila et dans l’écriture du tamoul arwi. Elle est composée d’un ṣād ‹ ص › diacrité d’un point suscrit et d’un point souscrit.

## Utilisation
Dans l’écriture du malayalam mappila avec l’arabi malayalam, une adaptation de l’alphabet arabe, ‹ ۻ › représente une consonne spirante latérale rétroflexe voisée [ɭ]. Celle-ci est représentée avec le ḷa ‹ ള › dans l’écriture malayalam.
Dans l’écriture du tamoul arwi avec l’alphabet arabe, ‹ ۻ › représente une consonne spirante rétroflexe voisée [ɻ]. Celle-ci est représentée avec le ḷa ‹ ழ › dans l’alphasyllabaire tamoul.